# القواعد السلوكية
آداب السلوك أو مدونة السوك أو القواعد السلوكية (بالإنجليزية: code of conduct) مجموعة قواعد تحدد الخطوط العامة للقيم الاجتماعية والدينية والمسؤوليات والتدريب الجيد للفرد. في 2007 International Good Practice Guidance قدما تعريف جيد ومتطور للقواعد السلوكية من قبل the International Federation of Accountants الذي ينص على الاتي :
 "الأسس والمبادئ والمعايير والقواعد للسلوك التي تحدد عملية اتخاذ القرار ونظام منظمة ما، يطريقة(أ) تتوافق مع مصالح ملاكها أو المساهمين الأكبر(ب)وتحترم باقي ناخبيها الذين يتأثرون بعملياتها ."
المتعارف عليه أن قواعد السلوك تكون لموظفي الشركة، تقوم هذه القواعد على حماية مصالح العمل وتبلّغ الموظفيين بما هو متوقع منهم إتجاه الشركة. هذه القواعد مفيدة حتى لأصغر الشركات أو الشركات الحديثة . هذه القواعد تكتب ولا تحتاج أن تكون معقدة أو فيها سياسة معقدة لكن يجب أن يكون فيها ماهو متوقع من كل موظف ومهامه.